# Việt quất xanh
Việt quất xanh, hay Blueberry, còn gọi là việt quất, là loại thực vật có hoa sống lâu năm, thuộc đoạn Cyanococcus, chi Vaccinium. Loại hoa quả phổ biến nhất trong đoạn Cyanococcus là quả việt quất, có xuất xứ từ Bắc Mỹ (cho đến những năm 1930, loại việt quất tán cao mới được đưa vào châu Âu).
Cây việt quất thường mọc thẳng đứng, nhưng đôi khi cũng có dạng mọc sát mặt đất, kích thước từ 10 cm đến 4m. Trong sản xuất thương mại, loài việt quất dạng nhỏ thường được gọi là "Việt quất tán thấp" (hay còn gọi là việt quất hoang dã), loại việt quất dạng to thường được gọi là "Việt quất tán cao".

## Danh sách loài
Dưới đây là một số loài được xếp vào nhóm việt quất xanh được ghi nhận trong Flora of New Brunswick, xuất bản 1986 bởi Harold R. Hinds và Plants of the Pacific Northwest coast, xuất bản 1994 bởi Pojar và MacKinnon
- Vaccinium alaskaense: Việt quất xanh Alaskan
- Vaccinium angustifolium: Việt quất xanh bụi thấp
- Vaccinium boreale: Việt quất xanh phương Bắc
- Vaccinium caesariense: Việt quất xanh New Jersey
- Vaccinium corymbosum: Việt quất xanh bụi cao phương Bắc
- Vaccinium constablaei
- Vaccinium darrowii
- Vaccinium elliottii
- Vaccinium formosum
- Vaccinium fuscatum (syn. V. atrococcum)
- Vaccinium hirsutum
- Vaccinium myrsinites
- Vaccinium myrtilloides
- Vaccinium operium
- Vaccinium pallidum
- Vaccinium simulatum
- Vaccinium tenellum
- Vaccinium virgatum (syn. V. ashei)

Ngoài ra cũng có một số loài việt quất có màu xanh thuộc chi Vaccinium:
- Vaccinium koreanum
- Vaccinium myrtillus
- Vaccinium uliginosum

## Hình ảnh

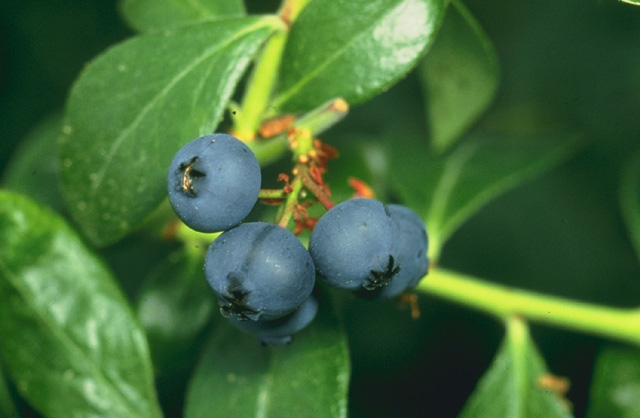
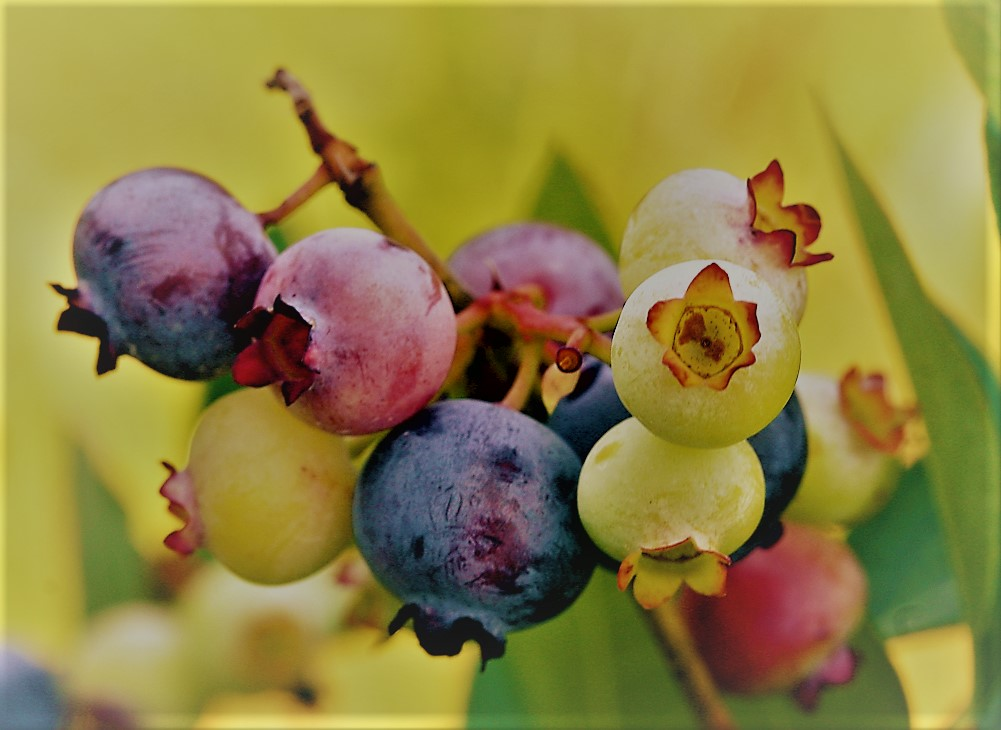
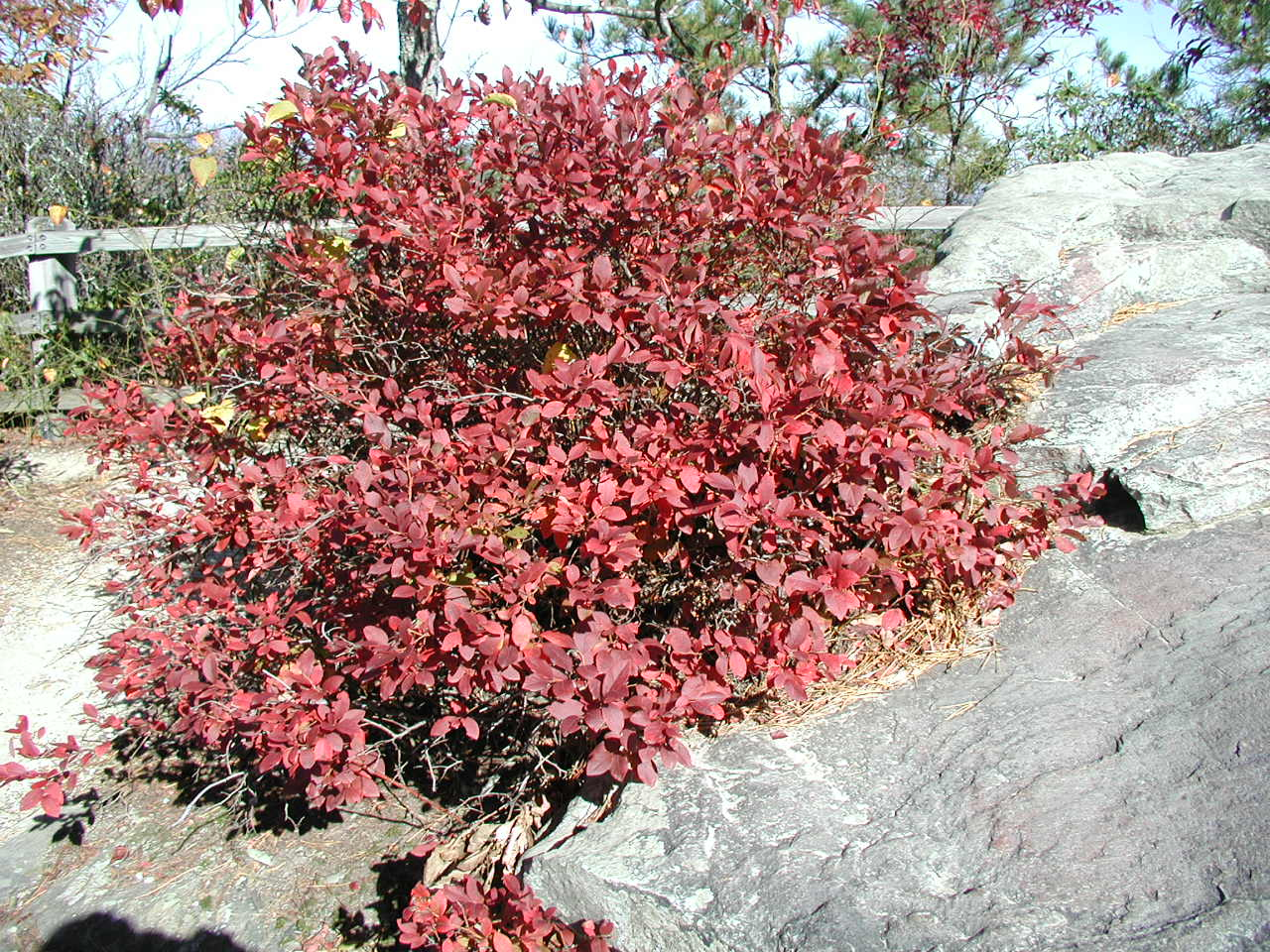
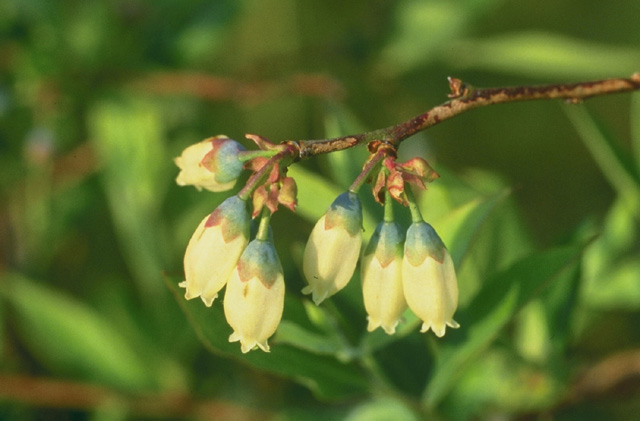
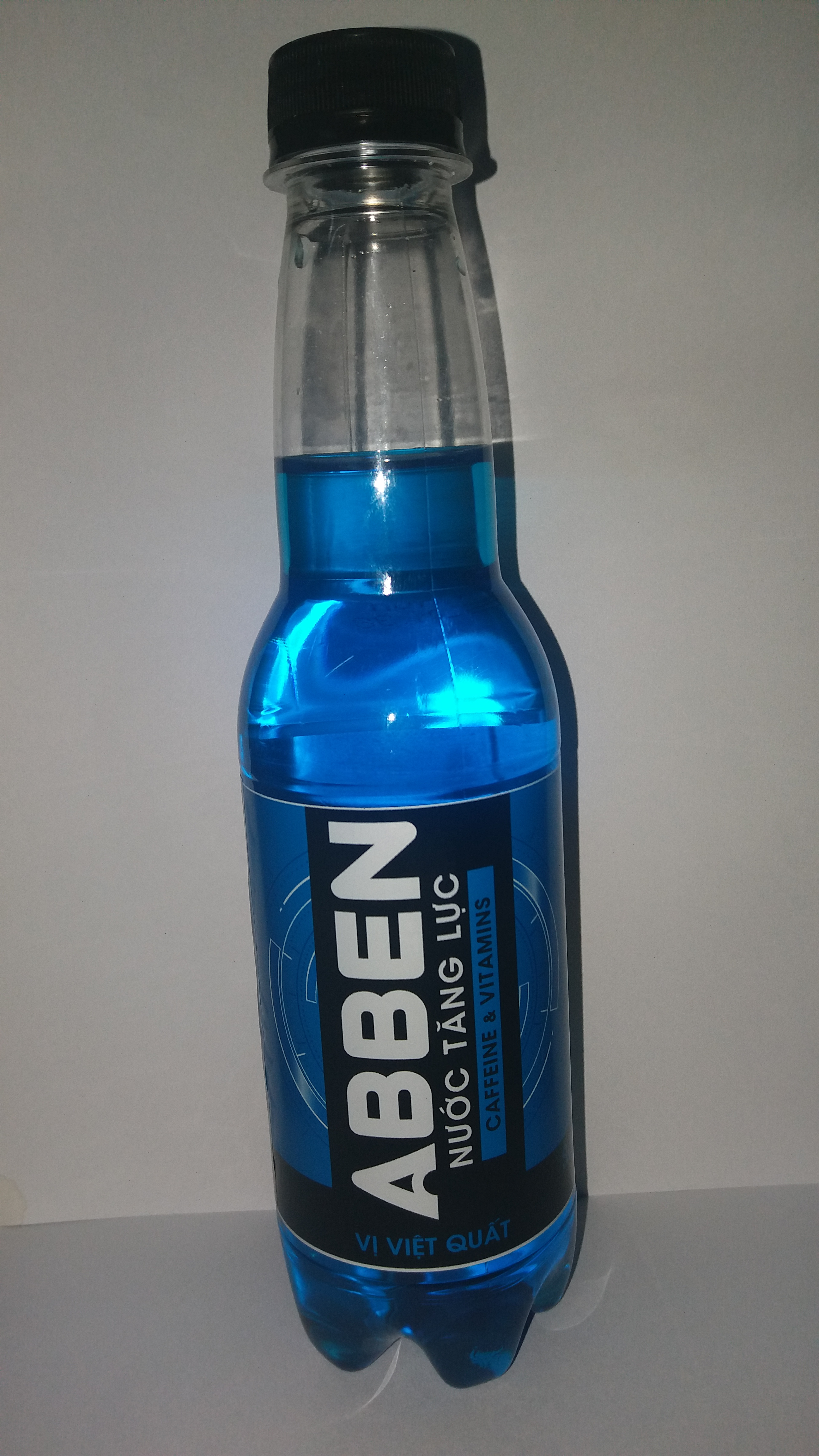